# Abella Danger
Abella Danger (* 19. listopadu 1995 Miami) je americká pornografická herečka. V dětství chodila na hodiny tance. Jméno Abella si zvolila podle italského významu „bella“, znamenajícího „kráska“.

## Kariéra

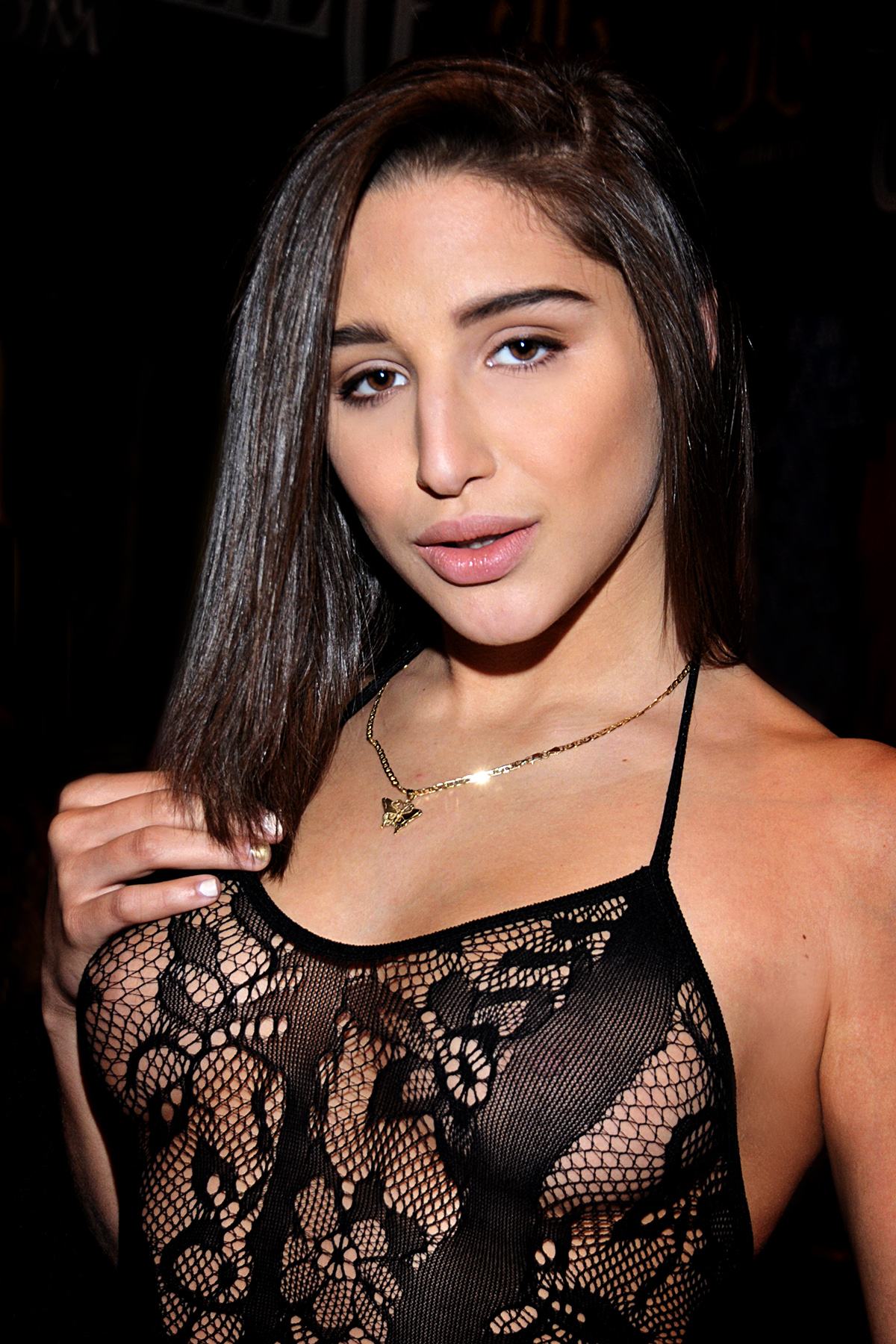
Abella Danger během AVN Expo v Las Vegas v lednu 2016

Ve filmu pro dospělé debutovala v červenci 2014 v produkci studia Bang Bros. Po natočení osmi scén se přestěhovala z rodného Miami do kalifornského Los Angeles. V červenci 2016 zvítězila v kategorii Twisty’s Treat of the Month. Účastnila se také každoročního veletrhu AVN Adult Entertainment Expo. Objevila se také v několika mainstreamových médiích, včetně internetových stránek Elite Daily a International Business Times. Dle databáze IAFD se do roku 2017 objevila přibližně v 706 filmových scénách. Toto číslo také obsahuje online videa a DVD.

## Osobní život
Abella Danger je ukrajinského původu a byla vychovávána v židovské rodině. Během dospívání byla baletní tanečnicí.

## Ocenění a nominace
AVN Awards
| Rok  | Kategorie | Film                   | Výsledek  | Zdroj         |
| ---- | --- | ---------------------- | --------- | ------------- |
| 2016 | Best New Starlet (Nejlepší debutantka roku)                                                                             | —                      | vítězství | [ 11 ] [ 12 ] |
| 2016 | Best POV Sex Scene – s Manuelem Ferrarou (Nejlepší POV erotická scéna)                                                  | Manuel's Fucking POV 4 | nominace  | [ 11 ] [ 12 ] |
| 2016 | Best Three-Way Sex Scene – B/B/G – s Mickem Bluem a Marcem Banderasem (Nejlepší trojčlenná erotická scéna – K/K/H)      | Big Round Asses        | nominace  | [ 11 ] [ 12 ] |
| 2016 | Best Three-Way Sex Scene – G/G/B – s Keishou Greyovou a Manuelem Ferrarou (Nejlepší trojčlenná erotická scéna – H/H/K)  | Oil Overload 13        | nominace  | [ 11 ] [ 12 ] |
| 2016 | Hottest Newcomer (Fan Award) (Nejžhavější nováček – divácká cena)                                                       | —                      | vítězství | [ 11 ] [ 12 ] |
| 2017 | Best Star Showcase | Abella                 | vítězství | [ 13 ]        |
| 2017 | Best Double Penetration Sex Scene – s Mickem Bluem a Markusem Dupreemem (Nejlepší erotická scéna s dvojtou penetrací)   | Abella                 | vítězství | [ 13 ]        |
| 2017 | Best Virtual Reality Sex Scene – s Manuelem Ferrarou a Joannou Angelovou (Nejlepší erotická scéna ve virtuální realitě) | Angel 'n Danger        | vítězství | [ 13 ]        |

XBIZ Awards
| Rok  | Kategorie                                                                     | Výsledek  | Zdroj         |
| ---- | ----------------------------------------------------------------------------- | --------- | ------------- |
| 2016 | Best New Starlet (Nejlepší debutantka roku)                                   | vítězství | [ 14 ] [ 15 ] |
| 2018 | Best Sex Scene – Gonzo Release (Nejlepší erotická scéna – bláznivé vydání)    | vítězství | [ 16 ]        |
| 2018 | Best Sex Scene – Comedy Release (Nejlepší erotická scéna – komediální vydání) | vítězství | [ 16 ]        |

XRCO Awards
| Rok  | Kategorie   | Výsledek  | Zdroj         |
| ---- | ----------- | --------- | ------------- |
| 2016 | New Starlet | vítězství | [ 17 ] [ 18 ] |

NightMoves Awards
| Rok  | Ocenění                                                                    | Výsledek  | Zdroj         |
| ---- | -------------------------------------------------------------------------- | --------- | ------------- |
| 2016 | Best Female Performer – Editor's Choice (Nejlepší herečka – výběr redakce) | vítězství | [ 19 ] [ 20 ] |
| 2017 | Best Butt – Editor's Choice (Nejlepší zadek – výběr redakce)               | vítězství | [ 21 ]        |